# Xã Tatman, Quận Ward, Bắc Dakota
Xã Tatman (tiếng Anh: Tatman Township) là một xã thuộc quận Ward, tiểu bang Bắc Dakota, Hoa Kỳ. Năm 2010, dân số của xã này là 2.992 người.